# Centaurium erythraea subsp. limoniiforme
Centaurium erythraea subsp. limoniiforme, podvrsta kičice, biljke iz porodice Sirištarki Gentianaceae. Rasprostranjena je na području Grčke
Centaurium limoniiforme Greuter, možda je njezin sinonim.